# Œuf farci
L'œuf farci, ou œuf à la russe quand il est servi froid, est un œuf cuit dur dont le jaune est remplacé par une farce, une sauce tartare ou du caviar. Traditionnellement, les œufs farcis étaient servis chauds avec nombreuses variantes. Depuis la fin du XIXe siècle, servis froids sur le modèle de la cuisine russe (œufs à la russe), ils se mondialisent et donnent naissance à des variantes populaires comme l'œuf mayonnaise et l'œuf mimosa.
Marthe Miral, écrit dans Réceptions sans façon (L'Art de recevoir, 1934) : les œufs farcis sont « toujours bien accueillis ».

## Dénomination

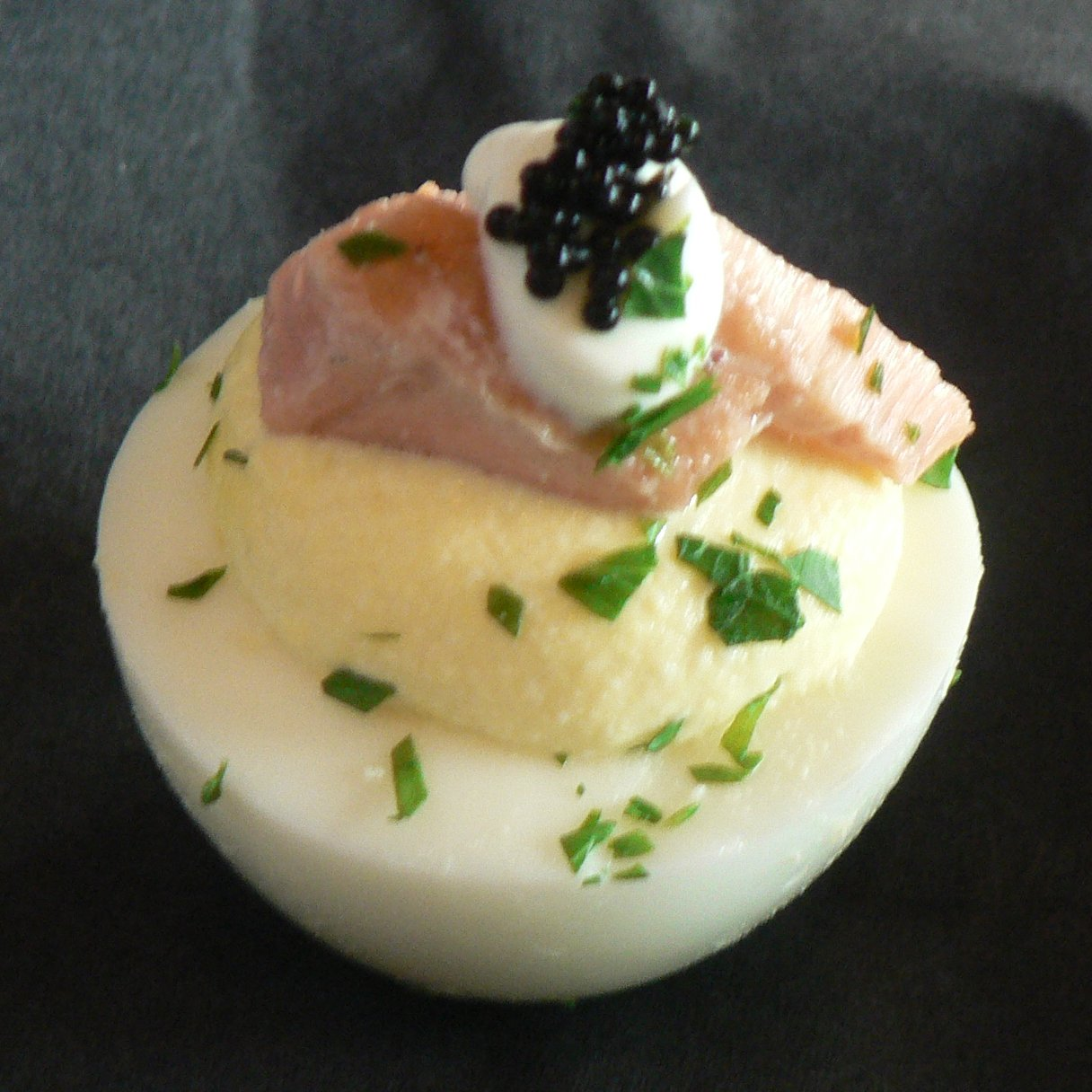
œuf farci ou œuf à la russe

Farcir, et farce (« assaisonnement de viandes hachées menu avec des herbes, des œufs, des épices » ) du latin farcire se rencontre aussi sous la forme œufs à la farce au XVIIIe siècle : « On fait des œufs à la farce, qu'on appelle farcis » (1721). Il en va de même dans de nombreuses langues avec la notion de remplir, bourrer: italien uovo ripieno, espagnol huevo relleno, portugais ovo recheado, turc yumurta dolması, etc. En chinois 酿鸡蛋 (Niàng jīdàn) œuf farci désigne soit une spécialité des Hakkas qui est une petite omelette farcie de viande, de tofu, de margose, soit un plat de riz gluant, de porc et d'œufs frits,.
L'allemand emploie œuf farci et œuf à la russe: Gefüllte Eier et Russische Eier, le néerlandais Gevuld ei et Russisch ei, le russe de même фаршированные яйца (farshirovannyye yaytsa) et Яйца по-русски (yaytsa po-russki). Le français Œufs à la Russe donne l'anglais Œufs à la Russe 

### Différence entre les œufs farcis, lesdeviled egg, les œufs à la russe
L'anglais deviled egg et ses translittérations japonaise デビルドエッグ (Debirudo eggu) ou chinoise 魔鬼蛋 (Móguǐ dàn) œuf du diable désignent des œufs farcis couverts de paprika rouge démoniaque. Le rouge est une couleur apotropaïque qu'on retrouve souvent dans la teinture des œufs. Ils sont une sous catégorie d'œuf mayonnaise, stuffed egg littéralement œuf farci est rarement employé..
Les œufs farcis au sens du français désignèrent tous les œufs farcis, froids ou chaud, durs, mollets, frits ou gratinés, et avec toutes les farces possibles. Les Œufs à la russe d'après les sources allemandes et russes ne désignent que des œufs durs farcis froids, généralement coupés en deux.

### Catégories et sous catégories.

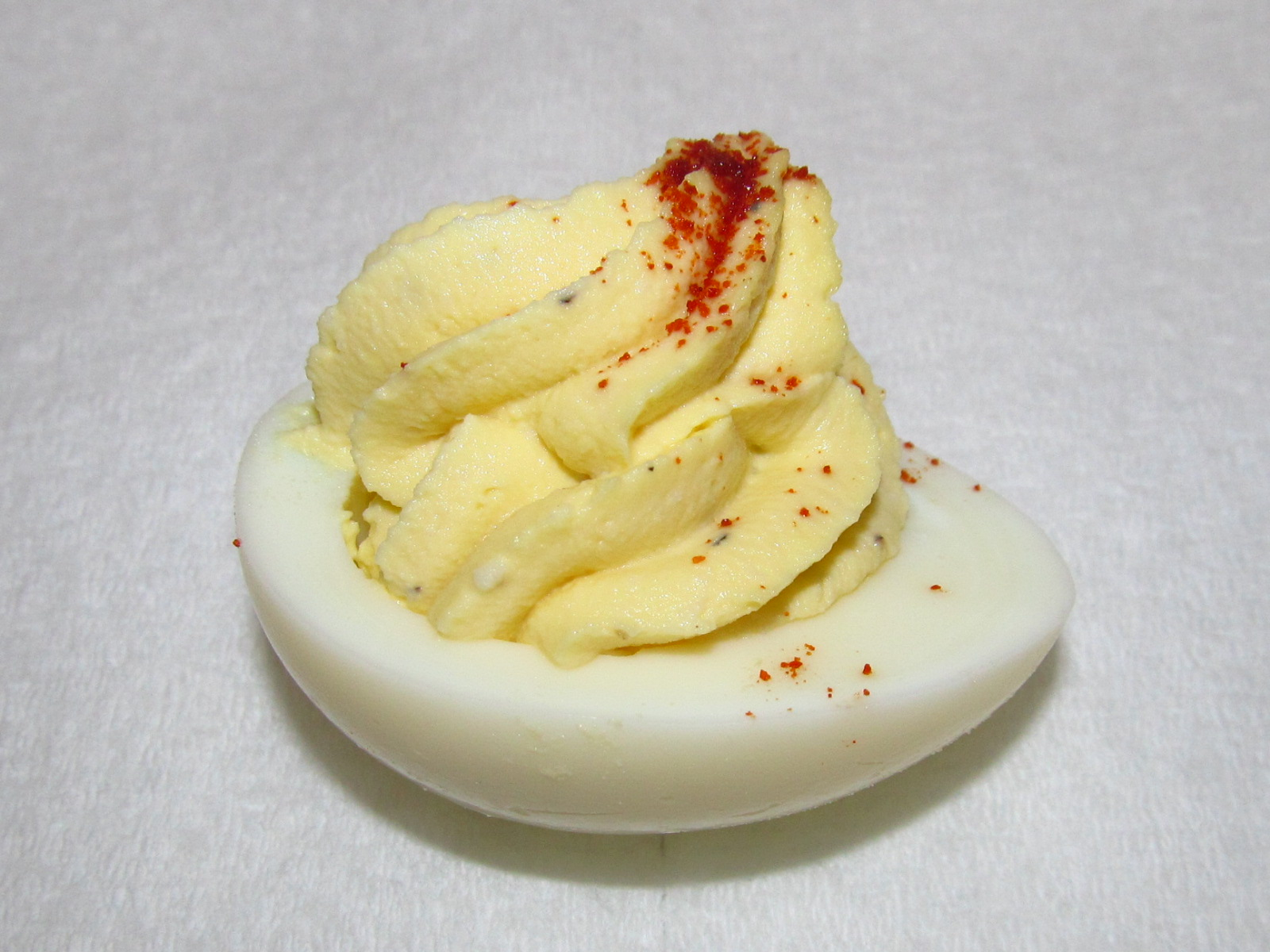
Deviled egg et son paprika

Les œufs farcis chauds indépendamment du mode de cuisson durs, mollets ou frits, gratinés, farcis de panade et d'herbes, de viande, de fromage ou épinards à l'italienne,. 
Sont à distinguer des œufs durs froids farcis: Œufs à la Russe à proprement parler, dont les principales sous-catégories sont : les Œufs mayonnaise auxquels appartiennent les deviled eggs et les Œufs mimosa avec leurs variantes de farce et  mayonnaise (sauce tartare, gribiche, etc.) et par ailleurs les œufs durs farcis aux farces froides diverses : caviar, anchoïade, fromage de chèvre, Mascarpone, etc..
Dans la langue actuelle il est fréquent de lire œufs mimosa pour désigner des œufs farcis, comme dans la description des Œufs Jeannette de Claudine Pepin (2015).

## Histoire
Les œufs farcis étaient servis chauds (frits, gratin, etc.), fin XIXe siècle les œufs farcis froids, venus de Russie, gagnent en notoriété sous le nom d'Œufs à la Russe, l'œuf farci avec mayonnaise apparait en 1903 et progressivement les œufs farcis deviendront nos entrées ou buffets d'œufs farcis froids.

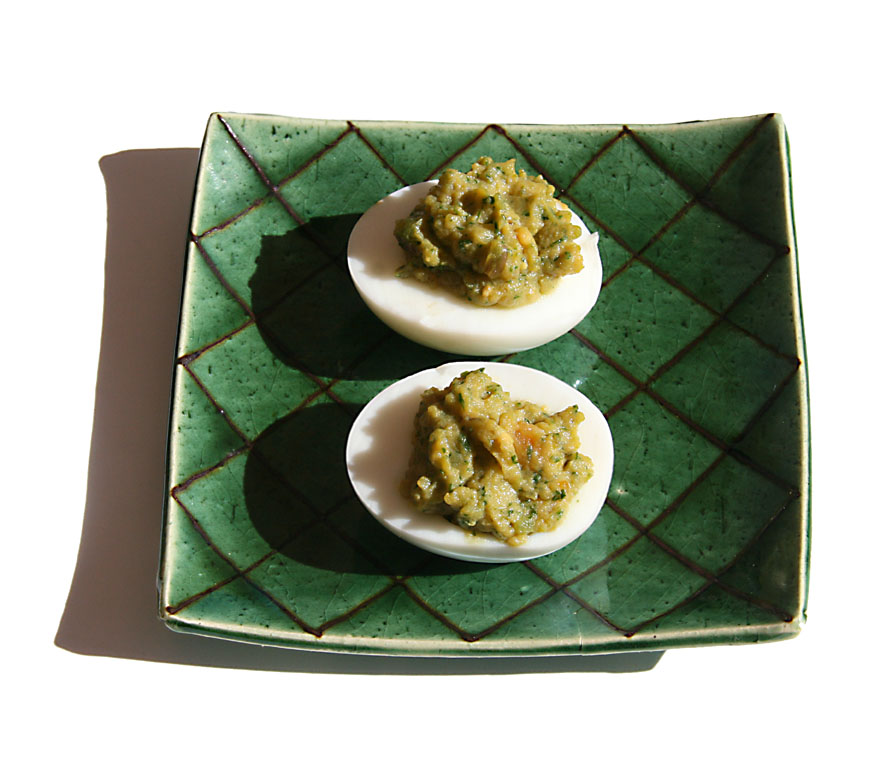
Anonyme Andalou (L137) «piler les jaunes avec de la coriandre verte, le jus d’un oignon, du poivre noir et de la coriandre en graine, du garum, de l’huile d’olive et du sel».

### Œufs durs farcis frits et/ou gratinés
Apicius, IIe siècle, donne la recette suivante : « farcir les blancs d'œufs durs d'un mélange des jaunes et de marjolaine, safran, clous de girofle, un peu de fromage et d'œuf cru. Les frire avec du lard, les manger avec des légumes au verjus ». Au Moyen Âge, l'Anonyme andalou (XIIIe siècle) en donne deux recettes : (L240) « avec les jaunes, on verse de la coriandre verte, le jus d’un oignon, des épices et de la cannelle qu'on mélange et on farcit les œufs(301). On les attache avec une petite baguette, les trempe de blanc d’œuf et de safran, les saupoudre de farine et on les frit. Faire une sauce avec leur farce, du nard indien et de la cannelle » et L137 illustrée.

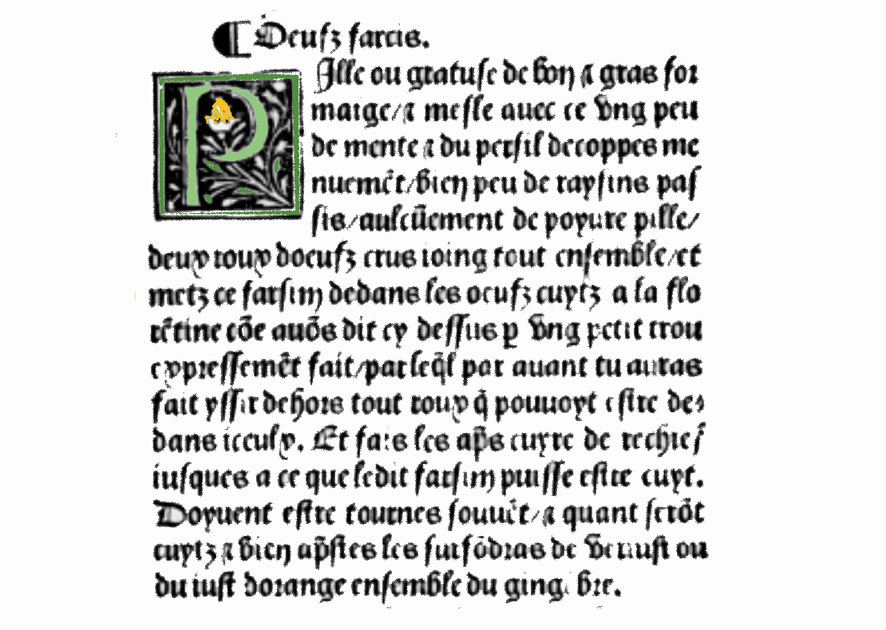
Œufs farcis du De honesta voluptate traduit à Lyon en 1505

En 1085, on trouve des eyeren ghevaerest (jaune pilé avec du lait, farci puis frit). Bartolomeo Sacchi (1462) donne des œufs farcis chauds « Farcir les œufs... avec un peu de menthe et du persil découpés menu bien peu de raisin, deux œufs crus. Les cuire avec du lard, servir avec du jus d'orange et du gingembre ». D'autres œufs farcis souvent sucré et toujours chauds se rencontrent au XVe siècle. Ce sont encore des œufs farcis chauds que donne Pierre de Lune (1656) œufs farcis mollets et œufs farcis frits, puis Pierre François La Varenne (1655) et François Massialot (1691),, et ainsi pendant les XVIIIe et XIXe siècles, les œufs farcis sont systématiquement frits, gratinés ou passés au four chaud. Alphonse Allais en 1921 ne les connait que chauds : « Connaissez-vous les œufs farcis ? C'est excellent. Vous faites durcir vos œufs, vous les coupez en long et vous retirez le jaune. À ce jaune, vous ajoutez de la viande hachée menu, du persil, du cerfeuil, etc.; vous faites une farce que vous mettez à la place du jaune. Vous faites ensuite mijoter le tout dans un plat couvert sur un feu doux. Je le répète : c'est exquis ».

### Œufs à la Russe farcis froids
Déjà en 1812 on savait que les russes consomment d'énormes quantités d'œufs durs pour la Pâques orthodoxe. En 1882, la Russische Revue explique: «Les œufs sont plus consommés en Russie qu'à l'étranger. L'agriculteur russe trouve un œuf dur comme substitut de la viande, et le grand nombre d'œufs qui sont consommés en Russie à Pâques l'emporte sur des mois de consommation de cet article à l'étranger... Avec la croissance constante de la population urbaine, la consommation de volaille et d'œufs augmente également d'année en année», et plus loin on lit que la Russie est un gros exportateur d'œufs. Or ces œufs durs de la Pâques russe sont servis et consommé froid. A. Petit (1860), chef de cuisine du Comte Viktor Panine écrit: «l'usage dans toutes les familles russes en général, et n'importe dans quel pays elles se trouvent, [est] d'avoir au retour de la messe de minuit qui se célèbre dans la nuit du samedi saint au dimanche de Pâques, une table toute dressée et couverte en ambigu, de plats froids [dont 2 plats d'œufs colorés], pâtisseries, dessert, etc. et quelquefois aussi d'un ou deux plats chauds de volaille, veau ou gibier».

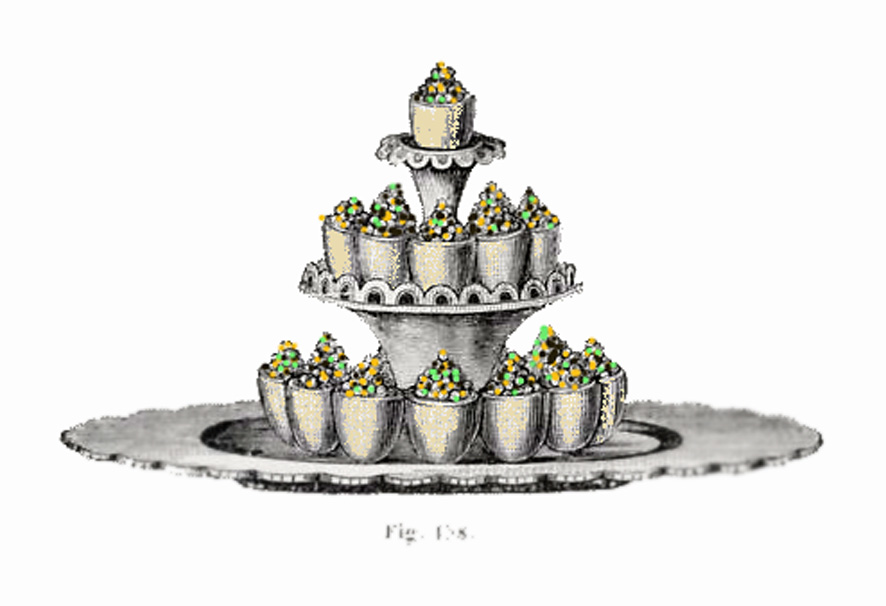
Présentation de la première recette d'Œufs à la Russe en français (Urbain Dubois - 1872)

Mais il faut attendre 1872, pour que - sous le nom d'œufs à la Russe - Urbain Dubois dans La cuisine de tous les pays et pour la première fois en français donne une recette d'œufs durs farcis d'un salpicon de homard sauce à la russe (moutarde, vinaigre, huile d'olive) présentés debout, qu'«on sert comme hors-d'œuvre froid». En langue anglaise Fannie Farmer publie la première recette d'Egg Farci (avec une mayonnaise à la volaille) servis froids en 1896, les deviled egg apparaissent en 1897. En 1896, Paul Margueritte rapporte un déjeuner sur l'herbe de plats froids avec des œufs farcis. Les œufs farcis froid connaissent le succès, Ferdinand Grandi (1898), dans 250 manières pour apprêter les œufs donne les recettes d'Œufs aux limonadiers (farci d'une salade de cèleri), et d'Œufs à la russe nouvelle méthode farcis d'une macédoine de légumes toutes deux froides. Les recettes évoluent rapidement, en 1903, Tante Rosalie dans Le petit Troyen donne des œufs durs froids farcis de mayonnaise, jaunes cuit, et jambon, avec estragon, cerfeuil et persil hachés. L'expression Œufs à la russe est utilisée dans la presse francophone de 1871 à 1935, ensuite elle tombe en désuétudes. C'est seulement en 1912 que se répandent des recettes d'œufs farcis froids (en non plus à la russe): Œufs farcis Maintenon (Jaune pilé avec du foie gras), Œufs farcis aux crevettes (mayonnaise, crevettes).

### Œufs de caille farcis persans
Aux célébrations des 2 500 ans de l'empire perse, en 1971 à Persépolis, le repas commençait par des œufs de caille farcis au caviar doré de la Caspienne.

## Préparation

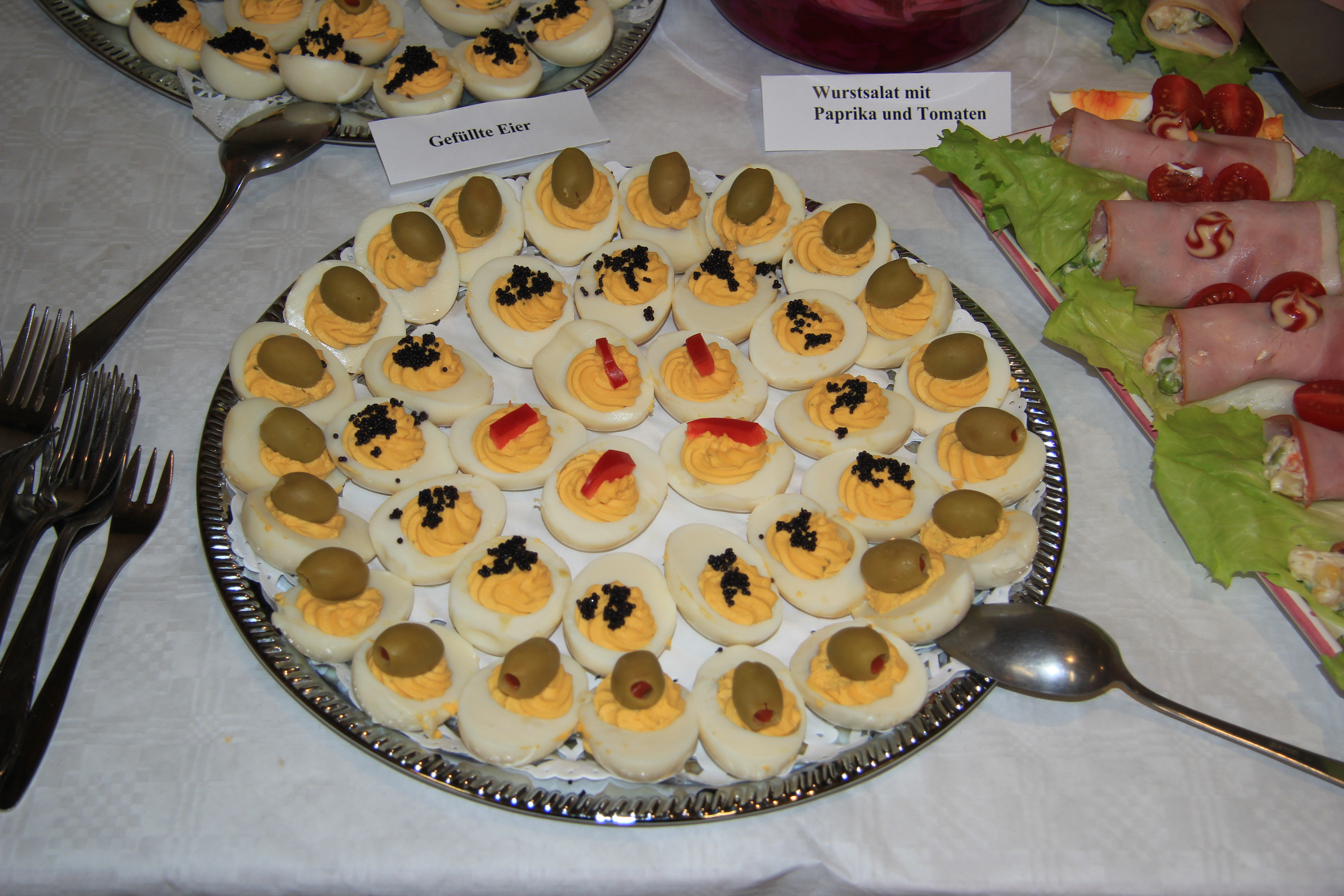
œufs à la russe

Les œufs sont cuits durs, le plus généralement coupés en deux dans le sens de la longueur, les blancs réservés et débarrassée du jaune. Plus rarement les œufs durs sont étêtés et vidés par le bout (œufs Mayo selon Alain Ducasse). Les variantes sont dans la composition de la farce et du mode de service chaud ou froid.
Dans la mesure où le jaune d'œuf cuit intervient dans la plupart des farces il est important de ne pas trop cuire les œufs durs, soit 9 à 10 min pas davantage.

## Recettes

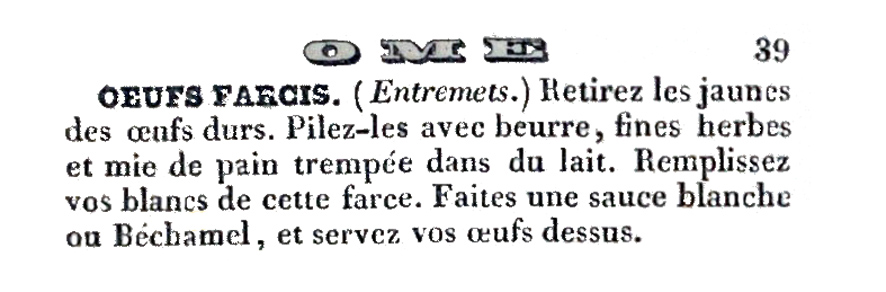
A.-B. de Périgord, 1836. La recette classique des œufs farcis chauds

La mutation des œufs farcis du chaud au froid entraine un changement de leur place dans le repas, ils passent de plat ou d'entremet, à entrée chaude, puis à entrée froide, hors d'œuvre, brunch, apéritifs, amuse-gueule, tapas.

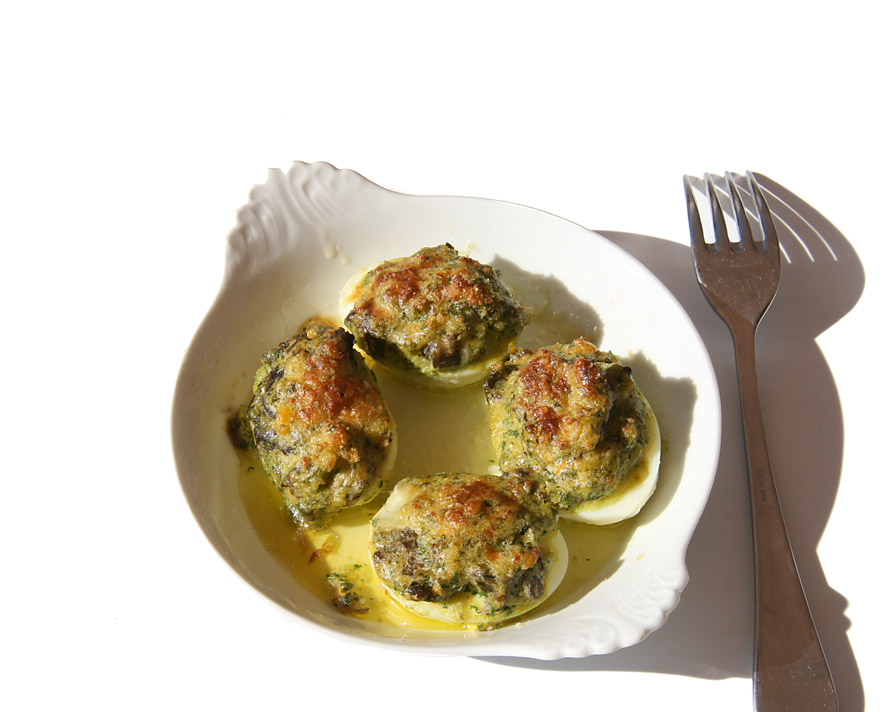
Œufs farcis chauds aux champignons (Amanita ponderosa)

### Œufs farcis chauds
Les blancs reçoivent une farce à cuire. La cuisson se fait au four, à la poêle, à la casserole, ou en friture. Souvent dans  la cuisine classique on les accompagnait d'une sauce. Cette vieille spécialité est toujours données en 2015 par Devenir végétarien sans en faire tout un plat et en 2020 par Marcel Butler dans La Bonne Cuisine pour tous, mais sans sauce.
Choix de recettes parmi une infinité: Le grand classique est les œufs farcis à la Chimay (farce aux champignons sur lit d'épinard). Les œufs farcis à l'indienne (farce: les jaunes, jus de viande et riz bien cuit, finition au four, avec purée de pomme de terre), au fromage suisse (farce: les jaunes, Gruyère, Parmesan, œuf cru, crème, saupoudrer de Parmesan, sauce fromage), frits (farce : les jaunes, beurre, basilic, muscade, persil, échalote, mie de pain, tremper dans l'œuf battu, paner, frire), frits sauce tomate (farce: béchamel, champignons, veau, volaille ou gibier, sauce tomate), frits à l'anglaise (avec une sauce Madère), au four (farce: les jaunes et jaune cru, beurre, mie de pain, persil, remplir l'œuf et le reformer, 15 min au four), à la Gourmande (farce: jaunes, duxelles blanche, foie gras au Porto et blanc de volaille en petits dés, sauce blanche, glacez les œufs farcis à la salamandre, se sert sur un pilaf de volaille, sauce Périgueux), Lavallière (farce: purée de volaille, nappage sauce Mornay, parmesan. Tamiser les jaunes après passage au four, servir sur ris de veau), au gratin (farce: champignons, jambon, volaille, crème, gratiner au four), à l'oseille, aux épinards...
Parmi les recettes différentes, les œufs farcis Elisabeth (1926) sur fond d'artichaut sont nappés d'une sauce Mornay au paprika, d'inspiration américaine. Il existe des Kai Kwam en Thaïlande, œufs farcis trempés dans une pate à beignet frits et servis tièdes (farce jaunes cuits, crevettes, porc haché, chair de crabe, coriandre, sauce de poisson, lait de coco) et des ไข่ยัดไส้ทอด (K̄hị̀ yạd s̄ị̂ thxd) œufs de cane farcis frits avec une farce comparable (parfois gingembre et autres épices) qui sont servis à la sauce aigre-douce .

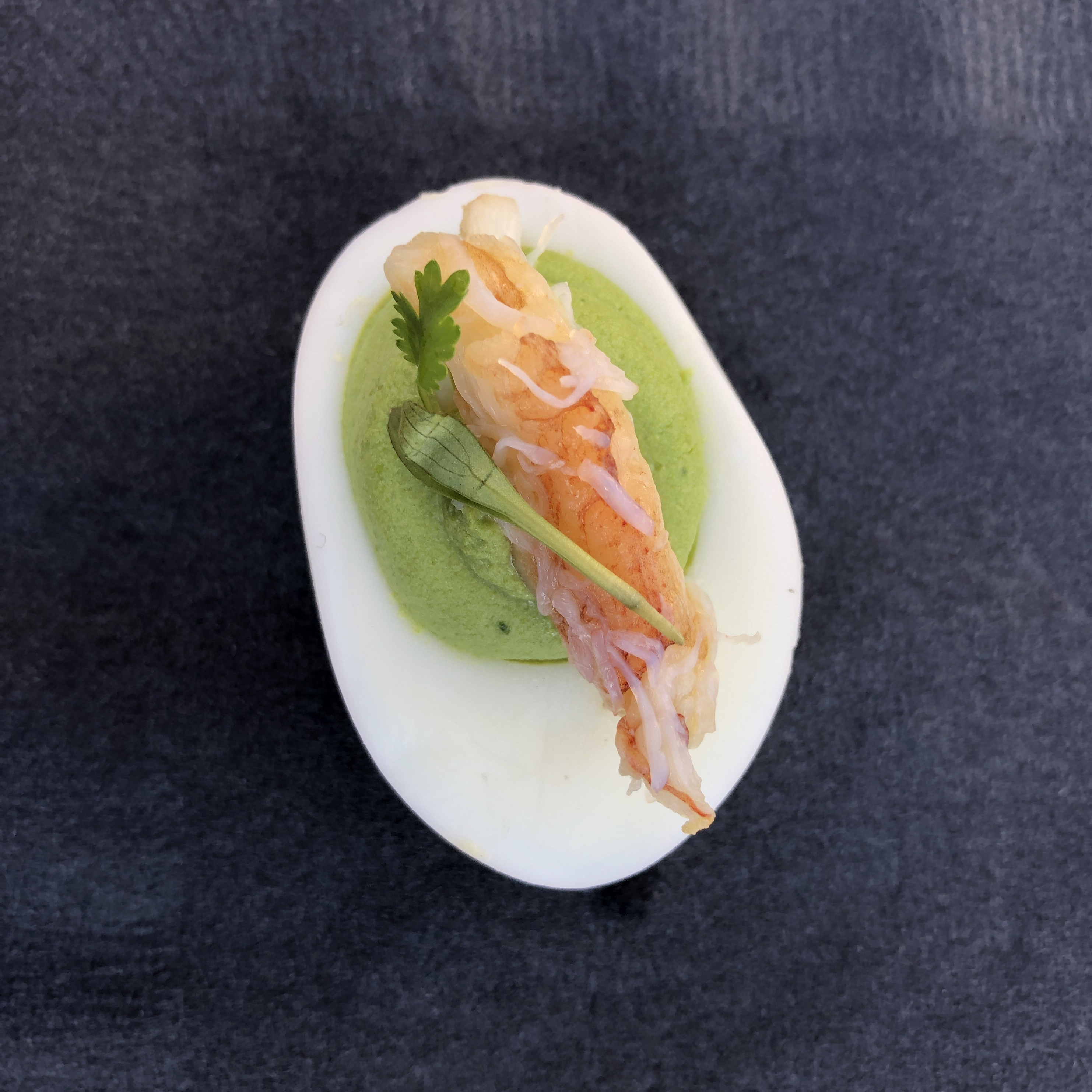
Huevo relleno de noël rouge et vert: crevette - petit pois

#### Les œufs farcis aux crevettes des Noëls espagnols
Les œufs de Noël jouent avec les couleurs rouge et vert, et dans le gout espagnol sont farci de poissons, crustacés et fruits de mer. Les Huevos Rellenos con Camarones farcis de crevettes, ou con gambas, ou encore va la mar (crabe, crevettes) pour le diner de Noël (ou du nouvel an, ils sont devenus des tapas appréciés Huevos rellenos de coctel de camarones) para la cena navideña. Ils sont un gratin d'œufs durs farcis de crevettes, oignon, piment ou poivron rouge, huile d'olive et béchamel, les jaunes cuits peuvent être ajoutés à la farce. Il en existe des formes sophistiquées avec champignons et sauce tomate et des formes froides à la mayonnaise. Ils sont servis chaud après un passage au four. Les madrilènes font leurs œufs farcis au saumon et frits. Alicia Giménez Bartlett raconte ses repas de Noël à l'orphelinat, dinde, œufs farci et gâteau avant de se réunir autour d'un grand sapin de Noël dressé dans le parloir loin des Noëls familiaux.

#### Que boire avec les œufs farcis chaud?
Emile Zola parle d'œufs farcis accompagnés de Sauternes, peut-être étaient-ils farcis de foie-gras ou de saumon,? Irénée Vallery-Radot évoque l'opulence selon Saint-Bernard faite d'œufs farcis et de vins capiteux, et J-F Parot «les épices du vin chaud et le plat d'œufs farcis». Faute de savoir de quels œufs farcis on parle, il convient d'accorder aux fréquentes épices des œufs farcis «des vins de caractère, chaleureux et sans excès de tanins».

### Œufs farcis froids ou à la russe

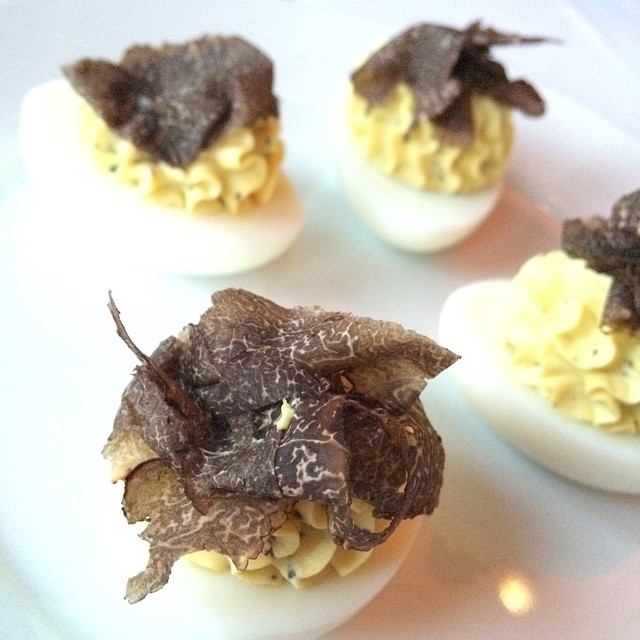
aux truffes

#### Avec mayonnaise
À la russe (farce : macédoine de légumes, mayonnaise parfois de cornichons à la russe), à la marocaine (farce au thon), œufs myosotis (1920, Congrégation de Notre-Dame: farde: chair de homard), aux anchois (farce: panade aux fines herbes et aux anchois), au thon (farce, thon cuit, mayonnaise, olives) identique pour œufs farcis aux anchois (parfois avec câpres.

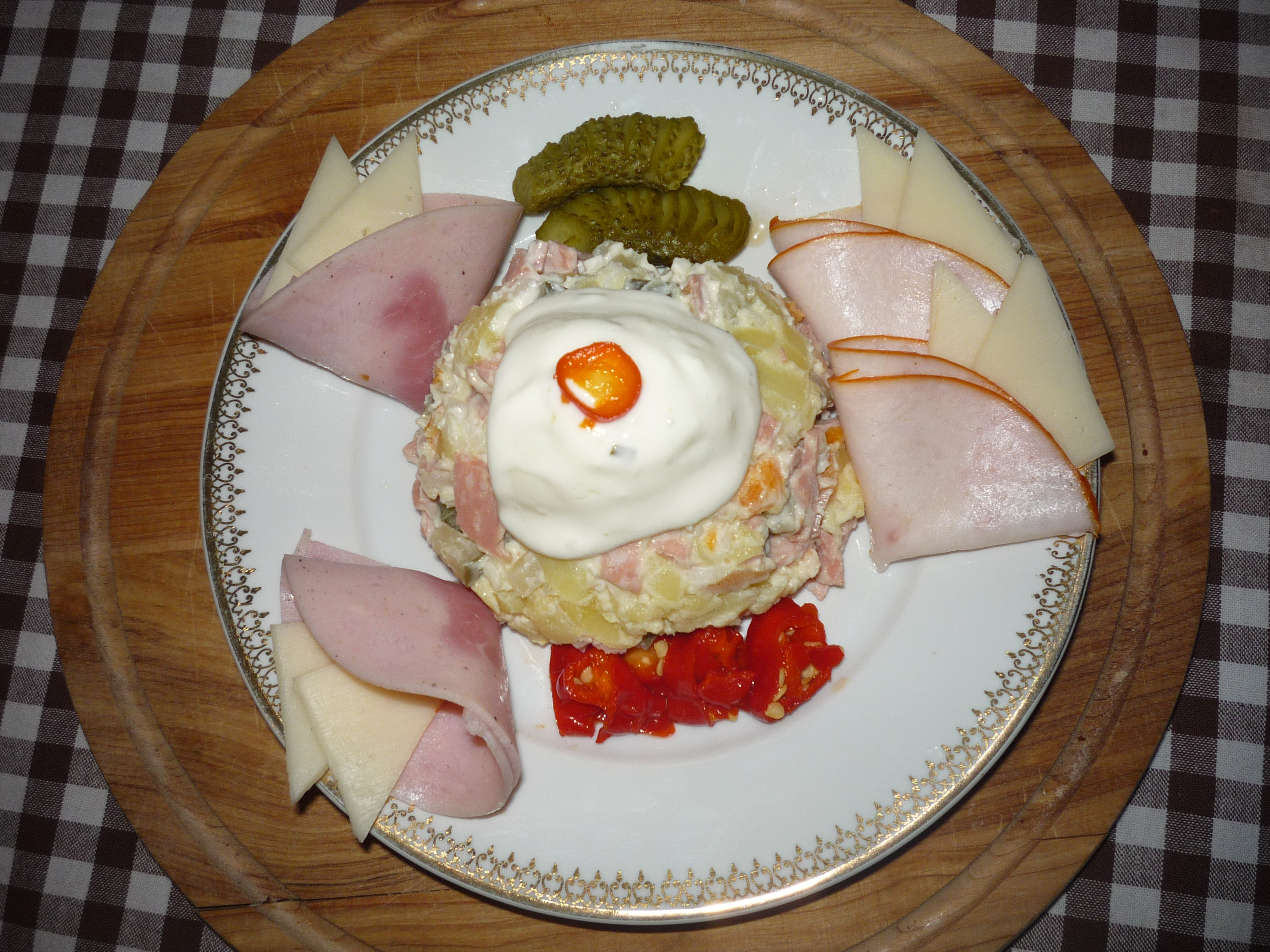
à la russe façon tchèque: abondante macédoine à la mayonnaise, malossol, charcuterie

La mayonnaise est fréquemment assouplie avec de la crème ou de la crème sûre au Canada. Souvent les œufs avec mayonnaise, plutôt fades, sont épicés: tabasco et piment vert pour les œufs jardinière de Pol Martin à Montréal (1980). Œufs farcis à la Toronto (farce mayonnaise, jambon et poivrons à l'extrait de viande, épicer les œufs farcis de sucre, thym, clou de girofle).

#### Sans mayonnaise
Œufs farcis au beurre de saumon (farce : saumon cuit, beurre, estragon), aux rillettes de thon  aux pommes et aux piments fumés (farce avec crème sûre moutarde et vinaigre), à la chinoise (farce de crabe, sauce soja, moutarde, huile de sésame, jus de citron).

#### Au caviar
Le plus souvent il s'agit de caviar rouge (œufs de saumon): Яйца фаршированные красной икрой (yaytsa, farshirovannyye krasnoy ikroy): la farce posée sous les œufs de saumon contient avec les jaunes d'œufs ou de la mayonnaise ou du fromage,. Sœur Berthe (1981) remplaçait le fromage par du yaourt.
Les œufs farcis au caviar d'esturgeon, caviar noir, dans leur version simple se font d'une farce jaunes d'œufs cuit  mélangés à 25% de caviar , ou encore avec de la crème et un peu de jus de citron mélangés aux jaunes cuits et dans leur forme habituelle les jaunes cuits sont associés à de la crème et un peu d'oignon cru, décoration d'herbes finement hachées, il existe aussi une association caviar, moutarde, feuilles d'aneth,.
Que boire avec les œufs farcis au caviar ? les amateurs discutent entre vodka ou Champagne, les vins blancs secs de haut niveau (Corton-Charlemagne, Chablis Grand Cru, Chevalier-Montrachet) sont également admis.

## Anthologie
- Jean de Bockenheim (cuisinier du pape Martin V) trad. B. Laurioux, Registrum coquine, Manuscrit BnF, R Mayer. 1418-1431[89]. Œufs farcis sauce aux œufs

« Prends des œufs et fais les bien bouillir. Hache les jaunes avec du persil, de la marjolaine et d'autres bonnes épices, et emplis les bancs d'œufs de cette farce. Prends du beurre que tu feras chauffer dans la poêle et dans lequel tu mettras les œufs [farcis]. Ensuite prends des œufs crus mélangés à du verjus, du vin, du persil et du safran et verse dessus les œufs farcis. Fais un peu bouillir le tout. »

- J. Lebas (officier de bouche de Louis XV[90]), Festin Joyeux ou la Cuisine en Musique, Paris, Lesclapart Père et fils, 1738[91]

« Douze œufs vous durcissez,
Dont les jaunes on tire,
A leur place ferez
Doucement introduire,
De la farce que l'on va
Faire exprès pour cela.
Dans un mortier pilez
Vos jaunes d'œufs sur l'heure,
Poivre et sel y mettez,
Muscade la meilleure,
Un peu de lait par dessus,
Et deux jaunes d œufs crus... »

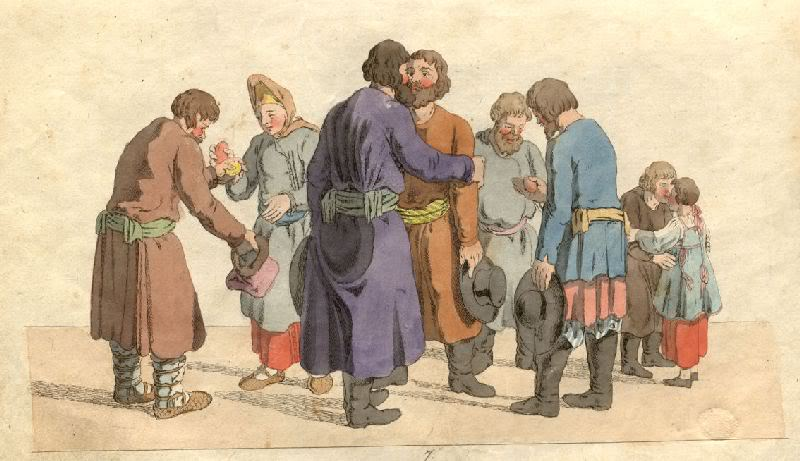
cadeaux d'œufs durs pour la Pâques orthodoxe (Geisler. 1805)

- Christian Müller trad. C. Leger, Tableau de Pétersbourg, ou Lettres sur la Russie, écrites en 1810, 1811 et 1812, Paris, Treuttel et Wurtz, 1814 - 551 p.[25]

« Elle approche enfin cette fête si désirée de Pâques, et avec elle renait une foule d'amusements libres et propres au Russe. La nuit de Pâques est déjà une fête nationale. Depuis la veille au soir, jusqu'à la naissance du jour, il y a dans toutes les églises office solennel. L'éclat de mille cierges, le beau chant du chœur, la perspective prochaine des jouissances qu'amènera le jour, et dont on a été privé si longtemps, tout inspire au Russe une sorte d'enthousiasme et lui fait mieux sentir le prix de la vie; ce dernier sentiment est surtout remarquable dans les femmes. La foule va et vient, elle se répand, dans l'ivresse de sa joie, d'une église à l'autre; l'obscurité de la nuit favorise tous les jeux, plus ou moins délicats, de la galanterie russe; en un mot, c'est à-peu-près l'image de notre ci-devant Messe de minuit...
Le Russe à cette époque montre son intempérance, surtout en mangeant avec excès des œufs durs. On ne saurait croire quelle quantité les Russes en dévorent, et à ce sujet le directeur du grand hôpital Abuchow, M. le conseiller-d'Etat Ellisen m'a fait la remarque, qu'à Pâques et après cette fête, les malades de l'hôpital augmentaient d'un tiers par l'indiscrétion des russes qui mangent des œufs avec une avidité meurtrière. Je sais même que plusieurs personnes sont mortes dans la soirée des suites d'un tel excès. »